# Semitogea
Semitogea is een geslacht van insecten uit de orde vliesvleugeligen (Hymenoptera) en de familie Ichneumonidae.

## Soorten
- S. angolana Heinrich, 1968
- S. cacolensis Heinrich, 1968
- S. camerunorum Heinrich, 1968
- S. deutera Heinrich, 1968
- S. dubia Heinrich, 1968
- S. madagascola (Heinrich, 1938)
- S. valderubra Heinrich, 1968